# 王捷 (东汉)
王捷（？—32年），中国新朝、东汉時代初期武将、政治人物，天水郡阿陽县（今甘肃省平凉市静宁县）人。新末东汉初群雄之一、陇右隗嚣的属下。

## 生平
| 姓名         | 王捷                        |
| 時代         | 新朝 - 东汉時代             |
| 生卒年       | 生年不詳 - 32年（建武八年） |
| 字・別号     | 〔不詳〕                    |
| 籍贯         | 天水郡阿陽县                |
| 職官         | 大将軍〔隗囂〕              |
| 爵位・号等   | -                           |
| 陣营・所属等 | 隗囂→公孫述                 |
| 家族・一族   | 〔不詳〕                    |

隗囂起兵，王捷在其属下被任命为大将軍。建武五年（29年），隗囂之子隗恂到处光武帝为人質。王捷、王元以天下情勢依然不明，请隗囂不要真心服属光武帝。隗囂听从王元、王捷的建议，勾结蜀（成家）帝公孫述，加強自主自立傾向。建武七年（31年），隗囂加入公孫述陣营，封朔寧王。
建武八年（32年），隗嚣军被汉军围困。隗囂逃到隴西郡西城，吴汉、岑彭率漢軍包围。包围一月有余，隗囂重臣楊廣去世。当時，王捷守備戎丘，登城向漢軍高喊：“替大王隗王守城的人，全都必死，但没有二心。请你们赶快停止进攻，我用自杀来表明我们的决心。”于是自刎而死。王元率公孫述援軍前来，隗囂退却到天水郡冀县。